# 2024년 휴가나다 지진
2024년 휴가나다 지진(일본어: 2024年日向灘地震 2024넨휴가나다지신[*])은 2024년 8월 8일 일본 규슈 미야자키현 동부 해역인 휴가나다에서 일어난 규모 Mw7.1의 지진이다. 이 지진으로 일본에 쓰나미주의보가 발령되었으며, 난카이 해곡 지진 평가검토회(임시)가 처음으로 개최되어 2019년 난카이 해곡 지진 관련 정보 운영 개시 이후 처음으로 난카이 해곡 지진 관련 정보(거대지진 주의)가 발표되었다. 이번 지진으로 장주기 지진동도 관측되었다.
휴가나다를 진원으로 하는 지진이 진도 6약 이상의 흔들림을 관측한 것은 1919년 이후 처음이며 같은 진원에서 규모 M7 이상의 지진이 발생한 것은 1984년 8월 지진 이후 처음이다.

## 지질학적 환경

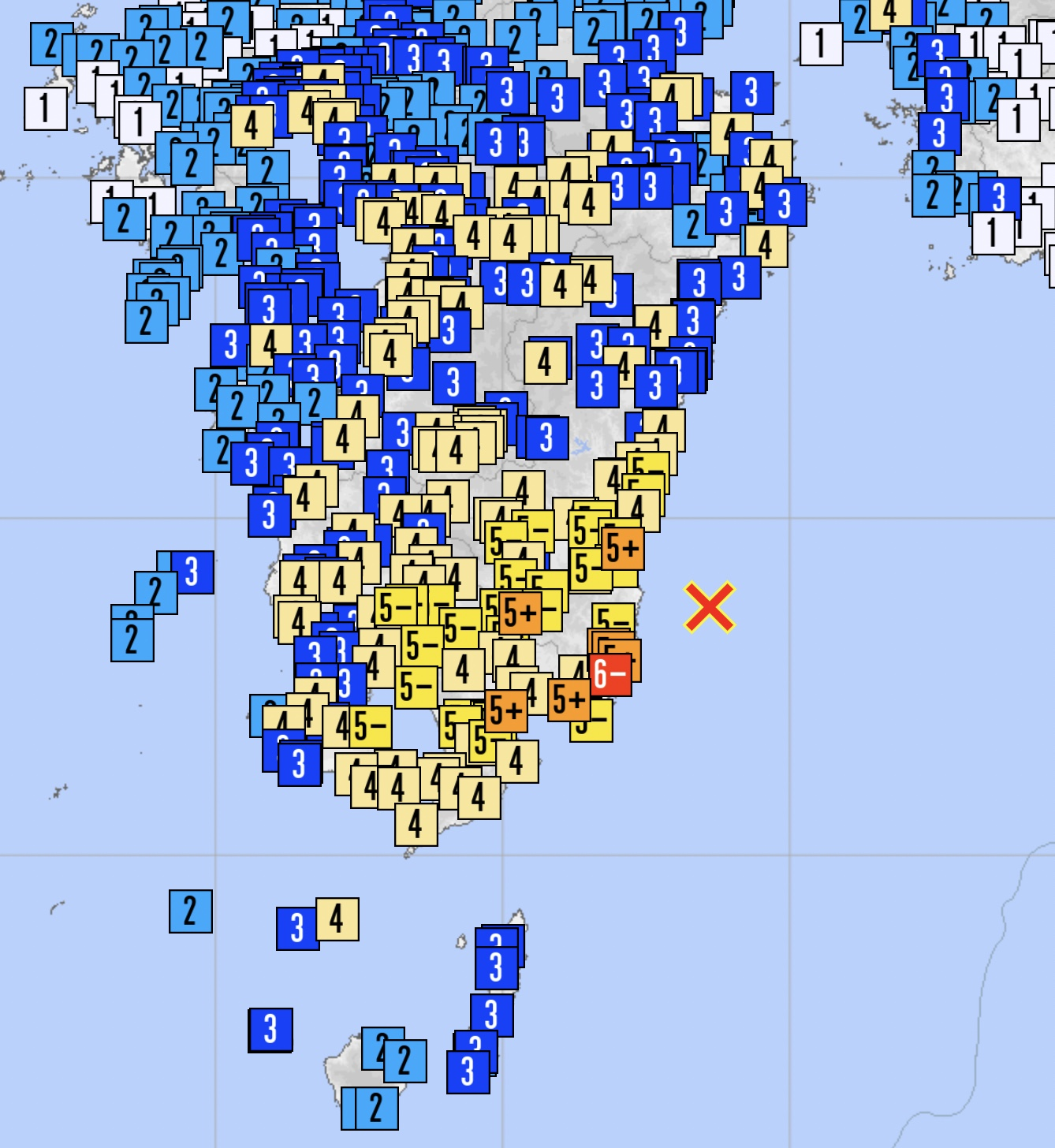
2024년 휴가나다 지진의 진도 분포

휴가나다 해역은 활발한 활동을 보이는 섭입대인 난카이 해곡 서남쪽 끄트머리에 있다. 난카이 해곡은 필리핀해판이 유라시아판 아래로 섭입하는 판의 경계이다. 휴가나다 해역은 정기적으로 큰 규모의 지진이 발생했는데 1662년 Mw7.9, 1941년 Mw8.0, 1961년 Mw7.5, 1968년 Mw7.5, 1996년 Mw6.6, Mw6.7 두 차례 등 여러 번 발생했다. 이렇게 휴가나다에서 발생하는 지진을 통틀어 휴가나다 지진이라고 부르는데, 발생하는 지진의 규모에 따라 주기가 긴 M7.6급 지진과 주기가 짧은 M7.0-7.2 지진 2가지로 나눌 수 있다. 두 가지 휴가나다 지진 중 M7.6급 대주기 지진은 약 200년 간격으로 오는 것으로 추정되며 17세기 이후 1662년 M7.6 지진과 1968년 M7.5 지진 2차례 발생하여 모두 쓰나미 피해를 일으켰다. 또한 M7.0-7.2급 소주기 지진은 약 20-27년 간격으로 오는 것으로 추정되며 1923년 이후 1931년 M7.1 지진, 1941년 M7.2 지진, 1961년 M7.0 3차례 지진 및 1984년 M7.1 4차례 지진이 발생하여 큰 인명피해를 일으켰다. 두 종류의 지진을 합칠 경우 십수년에서 수십 년에 한번 꼴로 휴가나다 지진이 일어나고 있다. 2024년 휴가나다 지진의 경우 소주기 지진에 해당한다. 휴가나다 지역 단독으로 규모 M8 이상의 거대지진이 일어난 적은 없었으나, 진원역 동쪽의 난카이 지진 등과 연동하여 동시에 M8 규모의 연동형 지진이 일어날 수도 있다는 주장도 있다. 예를 들어 도카이·도난카이·난카이 지진이 한꺼번에 연동되었던 1707년 호에이 지진의 경우에는 휴가나다 지진도 연동되어 일어났었다는 가설도 존재한다. 특히 2011년 도호쿠 지방 태평양 해역 지진이 일어난 이후 이런 연동형지진이 발생할 수 있다는 우려가 더 많아졌다.
휴가나다는 동북쪽의 강한 결합력을 가진 난카이 해곡과 서남쪽의 약한 결합력을 가진 류큐 해구 사이 일종의 전이지대로 해석된다. 1968년과 1996년 지진은 판 경계에서 발생한 섭입대의 지진이다. 2016년 구마모토 지진은 이번 2024년 휴가나다 지진의 진앙에서 서북쪽으로 약 140 km 떨어진 곳에서 발생했다. 휴가나다 해저 약 2 km 아래 얕은 섭입대 경계 부근에서는 저주파 지진이 자주 발생한다. 규슈 동해안 아래 섭입대 더 깊은 지역에서는 1996년에서 2017년 사이 슬로우 슬립 현상도 관측되었다.

## 지진
미국 지질조사국(USGS)은 진원 깊이는 25 km이며 지진의 규모는 모멘트 규모 기준 Mw7.1, 수정 메르칼리 진도 계급 기준 최대진도 VII라고 발표했다. 본진 이후 최소 10차례의 여진이 관측되었으며 이 중 가장 큰 규모의 여진은 M5.3으로 측정되었다.
미국 지질조사국은 처음에 규모 M6.9, M7.1 두 지진이 발생했다고 보고했으나 이후 이를 정정해 M7.1 지진 하나만 남겼다.
본진 이후 2024년 8월 9일 오후 7시 57분(일본 표준시) 일본 가나가와현 서부 지역에서 규모 M5.3의 지진이 발생해 일본 기상청 진도 계급 기준 최대진도 5약을 관측했고 3명이 부상을 입었다. 많은 사람들은 이 지진이 휴가나다 지진과 관련이 있을 것이라 생각했으나 도쿄 대학 지진 연구소의 사카이 신이치 교수는 가나가와 지진이 휴가나다 지진이나 난카이 해곡 거대지진과는 관련이 없다고 밝혔다.

## 진도
아래는 일본 기상청 진도 계급 기준 5약 이상을 관측한 지역의 목록이다.
| 진도 | 도도부현   | 시정촌                                                                              |
| ---- | ---------- | ----------------------------------------------------------------------------------- |
| 6약  | 미야자키현 | 니치난시                                                                            |
| 5강  | 미야자키현 | 미야자키시 구시마시 미야코노조시                                                    |
| 5강  | 가고시마현 | 오사키정                                                                            |
| 5약  | 미야자키현 | 구니토미정 고바야시시 미마타정 다카하루정 다카나베정 신토미정                       |
| 5약  | 가고시마현 | 가노야시 다루미즈시 소오시 히가시쿠시라정 기모쓰키정 가고시마시 기리시마시 아이라시 |

이 외에도 규슈에서 긴키 지방에 이르는 18개 부현에서 진도1 이상의 흔들림을 관측했다. 또한 대한민국에서도 영남 지방 일부에서 수정 메르칼리 진도 계급 기준 최대진도 II~III 사이의 흔들림을 관측했다.

## 장주기 지진동
| 계급 | 도도부현                                    |
| ---- | ------------------------------------------- |
| 3    | 미야자키현                                  |
| 2    | 후쿠오카현 나가사키현 구마모토현 가고시마현 |
| 1    | 돗토리현 사가현 오이타현                    |

## 쓰나미
지진 발생 직후인 8일 16시 45분 일본 기상청이  미야자키현, 고치현 등 규슈 동부에 쓰나미주의보를 발령했다. 이후 16시 52분에는 에히메현 우와해 연안, 오이타현 분고 수도 연안, 가고시마현 동부, 다네가섬 및 야쿠섬에 최대 1 m 높이의 쓰나미가 닥칠 수 있다고 예고되었다. 이후 미야자키에서 최대 50 cm의 쓰나미가 관측되었으며 고치에서 20 cm의 쓰나미가 관측되었다. 쓰나미주의보는 당일 22시에 해제되었다.
미야자키현 미야자키항에서 0.5 m, 미야자키현 니치난시 우즈에서 0.4 m, 고치현 도사시미즈시에서 0.3 m, 미야자키현 휴가시 호소지마섬, 가고시마현 시부시항 및 미나미오스미정 오도마리, 다네가섬 구마노에서 각각 0.2 m, 고치현 무로토시 무로토곶에서 0.1 m 높이의 쓰나미가 관측되었다.
| 발표 정보    | 예상 쓰나미 높이 | 쓰나미 예보구역         | 관측 지점               | 관측 시각          | 쓰나미 높이 (최대파고) |
| ------------ | ---------------- | ----------------------- | ----------------------- | ------------------ | ---------------------- |
| 쓰나미주의보 | 1 m              | 에히메현 우와해 연안    | 관측된 쓰나미 없음      | 관측된 쓰나미 없음 | 관측된 쓰나미 없음     |
| 쓰나미주의보 | 1 m              | 고치현                  | 무로토시 무로토곶       | 8일 17일 42분      | 0.1 m                  |
| 쓰나미주의보 | 1 m              | 고치현                  | 도사시미즈              | 8일 17시 46분      | 0.2 m                  |
| 쓰나미주의보 | 1 m              | 오이타현 분고 수도 연안 | 관측된 쓰나미 없음      | 관측된 쓰나미 없음 | 관측된 쓰나미 없음     |
| 쓰나미주의보 | 1 m              | 미야자키현              | 미야자키항              | 8일 19시 18분      | 0.5 m                  |
| 쓰나미주의보 | 1 m              | 미야자키현              | 휴가시 호소지마섬       | 8일 19시 7분       | 0.2 m                  |
| 쓰나미주의보 | 1 m              | 미야자키현              | 니치난시 우즈           | 8일 17시 23분      | 0.4 m                  |
| 쓰나미주의보 | 1 m              | 가고시마현 동부         | 미나미오스미정 오도마리 | 8일17시 48분       | 0.2 m                  |
| 쓰나미주의보 | 1 m              | 가고시마현 동부         | 시부시항                | 8일 17시 25분      | 0.2 m                  |
| 쓰나미주의보 | 1 m              | 다가네섬・야쿠섬 지방   | 다네가섬 구마노         | 8일 18시 23분      | 0.2 m                  |
| 쓰나미예보   | 0.2 m 미만       | 와카야마현              | 구시모토정 후쿠로코항   | 8일 19시 0분       | 0.1 m                  |
| 쓰나미예보   | 0.2 m 미만       | 도쿠시마현              | 도쿠시마 유키섬         | 8일 19시 36분      | 0.1 m                  |
| 쓰나미예보   | 0.2 m 미만       | 가고시마현 서부         | 마쿠라자키              | 8일 19시 3분       | 0.2 m                  |

## 피해
| 도도부현   | 인명 피해(명) | 인명 피해(명) | 인명 피해(명) | 주택 피해(채) | 주택 피해(채) | 주택 피해(채) |
| 도도부현   | 사망자        | 중상자        | 경상자        | 붕괴          | 반파          | 일부 피해     |
| ---------- | ------------- | ------------- | ------------- | ------------- | ------------- | ------------- |
| 구마모토현 |               | 1             | 1             |               |               |               |
| 미야자키현 |               | 2             | 8             |               | 2             | 73            |
| 가고시마현 |               |               | 4             | 1             |               | 4             |
| 총 합      |               | 3             | 13            | 1             | 2             | 77            |

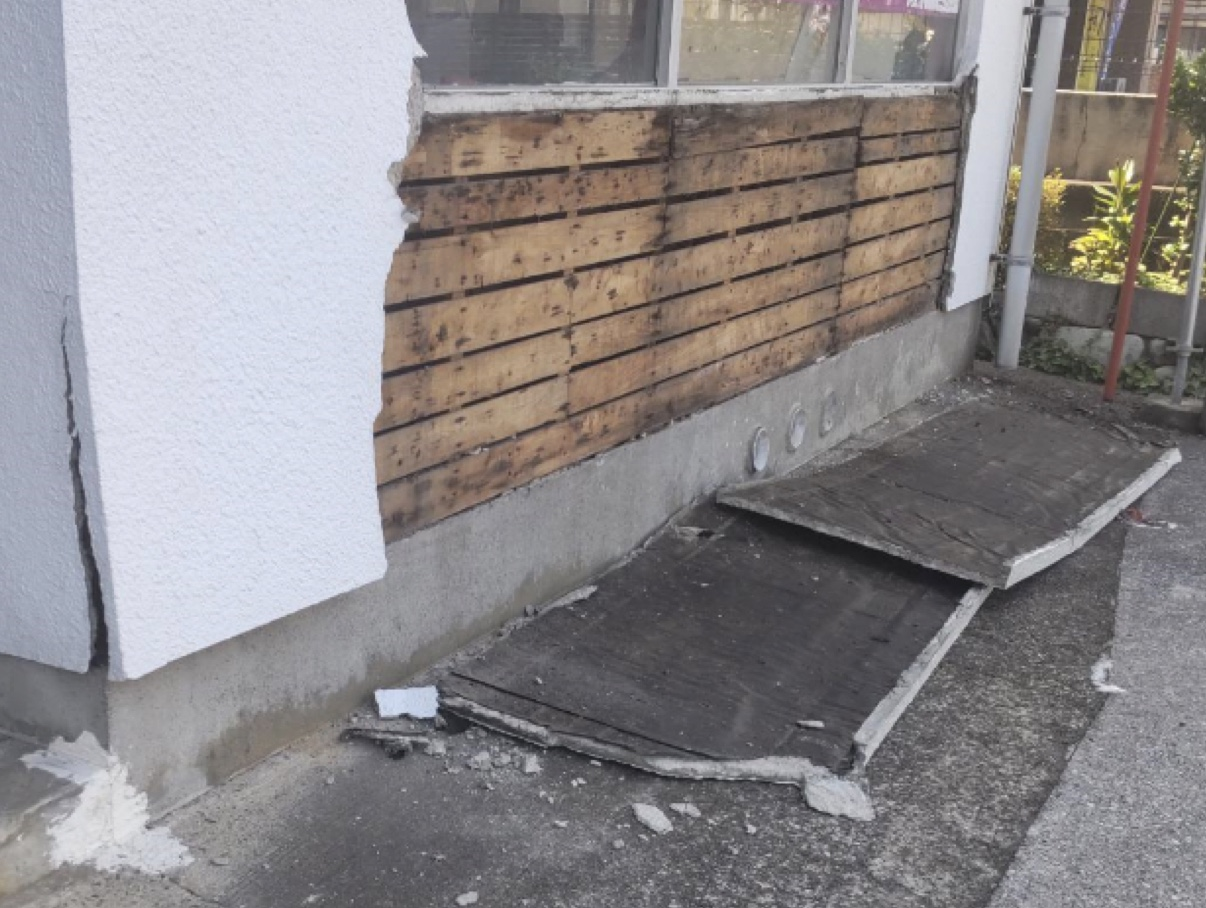
지진으로 벗겨진 벽

미야자키 공항에서 관제탑의 천장 패널이 떨어져 직원이 긴급 대피했다. 또한 에어컨 급수관 파손으로 누수가 발생했고 에스컬레이터 고장 등 공항 시설 곳곳에 피해가 나타났다. 미야자키 공항에서는 안전 문제 확인 등을 이유로 총 19개 항공편이 결항했다.
지진 발생 후 큐슈여객철도에서 닛포 본선, 니치난선, 히사쓰선, 미야자키쿠코선, 깃토선 등의 노선을 8일 하루 종일 운행을 중단했다.
국도 제220호선의 미야자키현 니치난시 구간에서 산사태가 발생해 일부 구간 통행이 중단되었다.
오이타현 히타시, 미야자키현 니치난시 및 구시마시에서 최대 120가구에 단수가 일어났으나 10일까지 점차 해소되었다. 또한 히타시와 가고시마현 기리시마시에서는 수돗물이 탁해지는 현상이 발생해 생수를 긴급 보급했다. 이 밖에도 니치난시를 중심으로 60여 가구에 정전이 발생했으나 당일 모두 복구되었다.
미야자키시에 있는 미야자키 시민문화홀에서 대형 홀 천장의 흡음판에 손상이 생겨 8월 중 대형 홀 이용이 중단되었다. 이 기간 예정되어 있던 8건의 공연은 취소, 장소 변경, 연기되었다.
일본 우주항공연구개발기구(JAXA)는 가고시마현 기모쓰키정 우치노우라 우주공간 관측소에서 발사 예정이었던 관측 로켓 S-520-34호기의 발사를 연기했다.

## 난카이 해곡 거대지진과의 연관성

### 난카이 해곡 지진 임시정보
일본 기상청은 지진 발생 후 본진과 나중에 발생할 수 있는 난카이 해곡 거대지진과의 연관성에 대한 조사를 시작했다며 "난카이 해곡 지진 임시정보 (조사중)"를 팔표했다. 이번 지진이 일어난 진원인 휴가나다는 난카이 해곡 거대지진의 서남쪽 끝자락에 있으며 지진의 규모는 조사 개시 기준인 Mj6.8을 넘는 Mj7.1(속보치)로 확인되었다. 이후 난카이 해곡 지진 평가검토회(임시)를 개최해 새로운 대규모 지진의 발생 가능성이 상대적으로 높아졌다며 "난카이 해곡 지진 임시정보 (거대지진 주의)"를 발표했다. 난카이 해곡 지진 임시정보는 2019년 운영 개시 이후 첫 발표이며, 같은 종류의 조사 정보 발표는 2009년 스루가만 지진 이후 발표된 도카이 지진 관련 정보 이후 처음이다.
평가검토회 회장인 히라타 나오시는 이번 지진이 난카이 해곡 거대지진의 발생 양태 중 "일부 균열"에 해당한다고 밝혔다. 또한 일주일 이내에 M8급 지진이 발생할 가능성이 평상시의 수 배인 0.5% 정도라며 일주일 정도는 거대지진에 대한 주의를 지속해 달라고 당부했다. 일본 기상청은 8일 기준 지진 발생에 따라 시코쿠 지역의 변형계가 단시간에 급격한 변화를 관측했지만 이후 거대지진 발생으로 이어질 것으로 보이는 확실한 전조 현상은 관측되지 않았다고 발표했다. 일본의 내각관방장관 하야시 요시마사는 임시정보에 대해 바로 피난하라는 말은 아니며, 평상시 지진에 대한 대비와 함께 발생 시 대응법을 재확인을 촉구하는 말이라며 여름 휴가 비행이나 귀성 등 일상생활과 사회, 경제 활동은 계속하면서 지진에 대한 대비를 재확인하고 상황 발생시 언제든지 피난할 수 있도록 준비해 달라고 호소했다.
이후 예상 진원역에서 판 경계의 고착 상황에 특별한 변화를 나타내는 지진 활동이나 지각 변동이 관측되지 않아 일본 내각부 등은 지진 발생 일주일이 지난 8월 15일 17시를 기점으로 특별 주의 촉구 기간을 종료했다.

### 임시정보 발표의 영향

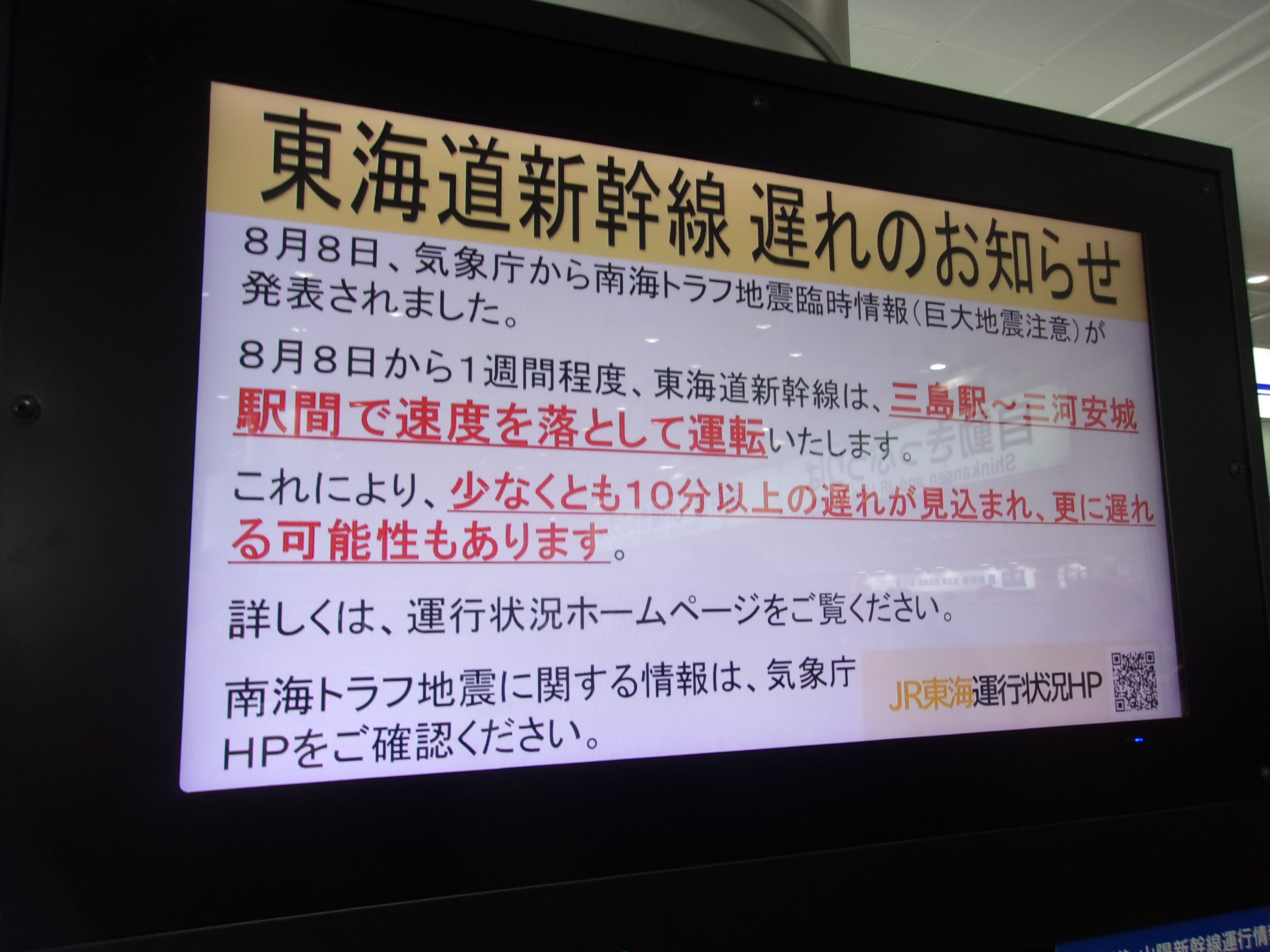
감속 운행으로 인한 지연을 안내하는 도카이도 신칸센의 안내문

각 철도회사는 임시정보 발표에 따라 조치를 취했는데, 도카이도 신칸센은 미시마역~미카와안조역 구간을 서행 운행했으며 도사쿠로시오 철도 아사선 아키역~나하리역 구간, 기세이 본선 신구역~기이카쓰우라역 및 스사미역~기이타나베역 구간은 일부 열차가 운휴했다. JR 각 회사의 특급열차는 도쿄역에서 다카마쓰역과 이즈모시역까지 운행하는 침대특급 선라이즈 세토와 이즈모 및 JR 도카이의 특급 후지카와, 이나지, 난키가 전 구간 운휴했으며 오사카에서 와카야마 방면을 운행하는 특급 구로시오가 와카야마역~신구역 구간 운행을 중단했다.
 이 밖에도 예상 진원역에 접한 간토에서 규슈에 이르는 노선이 일주일 정도 일부 구간 서행운전 및 일부 특급 운휴를 실시하는 등 여러 대응을 취했다.
아이치 순환철도는 불필요한 여행을 중단해 달라고 호소했으나 행동 규제에 대한 오해를 불러일으킬 수 있다며 공지 문구를 변경했다. 순환철도 회사는 도카이 지진 관련 정보가 제정되었을 때 작성했던 지진 방재 응급 계획을 변경 없이 그대로 따랐기 때문에 발생했다고 밝혔다.
예상 진원역에 접한 지자체 중 미야자키시와 와카야마현 시라하마정, 가나가와현 히라쓰카시에서는 해수욕장 폐쇄 및 수영 금지 조치를 시행했다. 시라하마정은 불꽃놀이 행사도 중지되었다.
진원역에 인접한 해안 지역의 숙박 시설에서는 예약 취소가 잇다랐으며, 일본의 여행사 클럽 투어리즘도 8월 10일부터 15일까지 해당 지역의 숙박이 포함된 패키지 투어를 중단했다.
8월 9일 고치현 고치시에서 개최된 제71회 요사코이 축제는 안전 대책을 철저히 한 후 예정대로 개최했지만 4개 팀이 출전을 취소했다.
대도시권이나 이커머스 사이트를 중심으로 비상식량이나 방재용품을 구입하는 움직임도 있어 매점매석을 방지하기 위해 일부 점포는 일부 상품의 구매량을 제한하는 조치도 취했다.
지진운 등 과학적 근거가 없는 잘못된 정보도 SNS 상에서 확산되고 있어 일본 총무성은 8월 9일자로 디지털 플랫폼 사업자 4개사 LY 주식회사, X Corp., 메타 플랫폼스, 구글에게 이용 약관에 근거해 적절한 대응을 실시해달라고 요구했다.

## 같이 보기
- 난카이 해곡 거대지진
- 휴가나다 지진
- 2024년 지진
- 일본의 지진 목록